# Награда Ленкин прстен
Награда „Ленкин прстен“ је књижевна награда коју је установио Дом културе у Србобрану 2006. године у част Ленке Дунђерски. Ова награда се, према правилнику додељује за „најбољу љубавну песму написану на српском језику, први пут објављену у периоду између две награде“. Додељује се сваке године крајем новембра, а њеним добитницима се, осим новчаног износа, уручују плакета и прстен од белог злата.

## Ленка Дунђерски
Јелена Ленка Дунђерски (21. новембар 1870—8/20. новембар 1895) је била ћерка Лазара Дунђерског, имућног Србина у Војводини, великог произвођача и трговца житом и добротвора, чија породица води порекло из Гацка у Херцеговини. Ленка, мезимица и понос своје богате и угледне породице је била лепа девојка плавих очију, висока и складна, која је добро знала неколико језика, свирала клавир, много путовала.. Лаза Костић и Ленка Дунђерски, први пут су се срели у Челареву (некада Чиб), 1891. године кад је она имала 21, а он 50 година. Током наредне четири године често су проводили време заједно. Лаза Костић је по доласку из Цетиња често одседао код њих у породичном Дворцу Дунђерском и Хотелу „Краљица Јелисавета“. Између њих се родила љубав, али је Лаза Костић одлучио да се повуче, најпре у манастир Крушедол, а затим се, на предлог Ленкиног оца, оженио Јулијаном Јулчом Паланачки из Сомбора. Ленка је умрла изненада, од тифусне грознице 8/20. новембра 1895. године у Бечу у 24. години живота. Сахрањена је у Србобрану, у крипти породичне капеле „Свети Ђорђе“.
После смрти Лазе Костића објављен је део рукописа његовог „Дневника снова“, у коме је описао доживљаје своје унутрашње личности, чија је главна јунакиња била Ленка. У дневнику је писац открио да је Ленка била инспирација за његову најлепшу љубавну песму лат. Santa Maria della Salute. Своје снове је почео да бележи тек 1903, осам година након њене смрти, а исто толико дуго је био ожењен Јулијаном. Према записима из његовог дневника, Ленка за њега никада није била „сасвим мртва”.

## Добитници награде
1. Матија Бећковић, награда му је 25. новембра 2006. године додељена за песму „Парусија за Веру Павладољску“ која ће, како је саопштио жири, бити „уписана крупним словима у историји српског песништва“. Бећковић је приликом пријема награде изјавио да му је то „најдража награда до тада“.[1]
2. Војислав Карановић, за песму „Тунели“, додељена 17. новембра 2007. године
3. Александар Лукић, за песму „Несталне уобразиље - Русаље“ из циклуса „Немушти језик“ (2008)
4. Благоје Свркота, за песму „Седам малих песама“ из збирке „Путовање у Мисир“ (2009)
5. Ђорђе Николић, за песму „Фрушка гора“ (2010)
6. Ђорђе Кубурић, за песму „Укинула је све наше песме“ (2011)
7. Перо Зубац, за песму „Одбрана сећања“ (2012)
8. Саша Радојчић, за песму „На острвима ближњим“, додељена 7. новембра 2013[8]
9. Благоје Баковић, за песму „Пуна је тишина“ (2014)[9][10]
10. Тања Крагујевић, за песму „Вода“ (2015)[11][12]